# Воля-Обшанська
Воля-Обшанська (пол. Wola Obszańska) — село в Польщі, у гміні Обша Білґорайського повіту Люблінського воєводства. Населення — 591 особа (2011).

## Історія
За податковим реєстром 1589 року у селі було 3 лани (коло 75 га) оброблюваної землі.
За даними етнографічної експедиції 1869—1870 років під керівництвом Павла Чубинського, у селі переважно проживали римо-католики, меншою мірою — православні українці, населення здебільшого розмовляло українською мовою.
У 1975—1998 роках село належало до Замойського воєводства.

## Демографія
Демографічна структура станом на 31 березня 2011 року:
|          | Загалом | Допрацездатний вік | Працездатний вік | Постпрацездатний вік |
| -------- | ------- | ------------------ | ---------------- | -------------------- |
| Чоловіки | 308     | 68                 | 203              | 37                   |
| Жінки    | 283     | 54                 | 150              | 79                   |
| Разом    | 591     | 122                | 353              | 116                  |